# Edina Knapeková
Edina Monika Knapeková (* 5. října 1977 Budapešť, Maďarsko) je bývalá maďarská sportovní šermířka, která se specializovala na šerm fleretem. Maďarsko reprezentovala v devadesátých letech a v prvním a druhém desetiletí jednadvacátého století. Na olympijských hrách startovala v roce 2000 a 2008 v soutěži jednotlivkyň a družstev. V soutěži jednotlivkyň se na olympijských hrách 2008 probojovala do čtvrtfinále. V roce 2002 a 2005 obsadila třetí místo na mistrovství světa v soutěži jednotlivkyň a v roce 2001 a 2011 obsadila třetí místo na mistrovství Evropy. S maďarským družstvem fleretistek vybojovala v roce 2007 titul mistryň Evropy.